# DN65A
DN65A este un drum național din România, care leagă Piteștiul de Roșiorii de Vede și de Turnu Măgurele.